# HD 138524
HD 138524，又名BD+62 1416，SAO 16746、HR 5768，是一颗恒星，视星等为6.38，位于銀經97.36，銀緯46.42，其B1900.0坐标为赤經15h 27m 34.8s，赤緯+62° 46.42′ 30″。